# Агбонифо, Джереми
Джереми Носахаре Агбонифо (швед. Jeremy Nosakhare Agbonifo; род. 24 октября 2005) — шведский футболист, нападающий «Хеккена», выступающий на правах аренды за клуб «Ланс».

## Клубная карьера
Начинал заниматься футболом в «Лерье Ангеред». Затем перешёл в академию «Хеккена». В 2021 году ездил на просмотры в итальянские клубы СПАЛ и «Аталанта», также интерес к нему проявляли некоторые французские клубы, в том числе «Марсель». В ноябре 2021 года перешёл в португальский «Порту». В его составе выступал за юношескую команду клуба, с которой становился победителем чемпионата и играл в Юношеской лиге УЕФА. В июне 2023 года тренировался со шведским «Гётеборгом». Летом того же года итальянский «Лечче» объявил о переходе Агбонифо, но позднее из-за финансовых разногласий между клубами трансфер был отменён.
В феврале 2024 года вернулся в «Хеккен», подписав контракт на два с половиной года. 20 июля в матче с «Вернаму» дебютировал за основной состав в чемпионате Швеции, появившись на поле в стартовом составе.

## Карьера в сборной
Выступал за юношескую сборную Швеции. В её составе дебютировал 18 ноября 2022 года в товарищеской игре с Японией.

## Клубная статистика
| Выступление      | Выступление      | Выступление      | Лига | Лига | Кубки | Кубки | Конт. кубки | Конт. кубки | Итого | Итого |
| Клуб             | Лига             | Сезон            | Игры | Голы | Игры  | Голы  | Игры        | Голы        | Игры  | Голы  |
| ---------------- | ---------------- | ---------------- | ---- | ---- | ----- | ----- | ----------- | ----------- | ----- | ----- |
| Хеккен           | Алльсвенскан     | 2024             | 1    | 0    | 0     | 0     | 0           | 0           | 1     | 0     |
| Хеккен           | Итого            | Итого            | 1    | 0    | 0     | 0     | 0           | 0           | 1     | 0     |
| Всего за карьеру | Всего за карьеру | Всего за карьеру | 1    | 0    | 0     | 0     | 0           | 0           | 1     | 0     |